# 旧蒙特勒
旧蒙特勒（法語：Montreux-Vieux，法語發音：[mɔ̃tʁø vjø] ⓘ）是法国上莱茵省的一个市镇，位于该省西南部，与新蒙特勒和蒙特勒堡相邻，和贝尔福地区接壤，属于阿尔特基什区。

## 历史
在普法战争失败后，一直到一战结束以前，旧蒙特勒曾被德国人占领。

## 地理
旧蒙特勒（47°37'11"N, 7°1'21"E）面积4.14 平方千米，位于法国大東部大區上莱茵省，该省份为法国东部内陆省份，是阿尔萨斯的一部分，今与下莱茵省组成了阿尔萨斯欧洲集体，其北临下莱茵省，西接孚日省，西南接贝尔福地区省，东侧沿莱茵河与德国相望，南与瑞士接壤。
与旧蒙特勒接壤的市镇（或旧市镇、城区）包括：沙瓦讷叙莱唐、瓦尔迪约-吕特朗、马尼、屈讷利耶尔、富斯马涅、蒙特勒堡、新蒙特勒。
旧蒙特勒的时区为UTC+01:00、UTC+02:00（夏令时）。

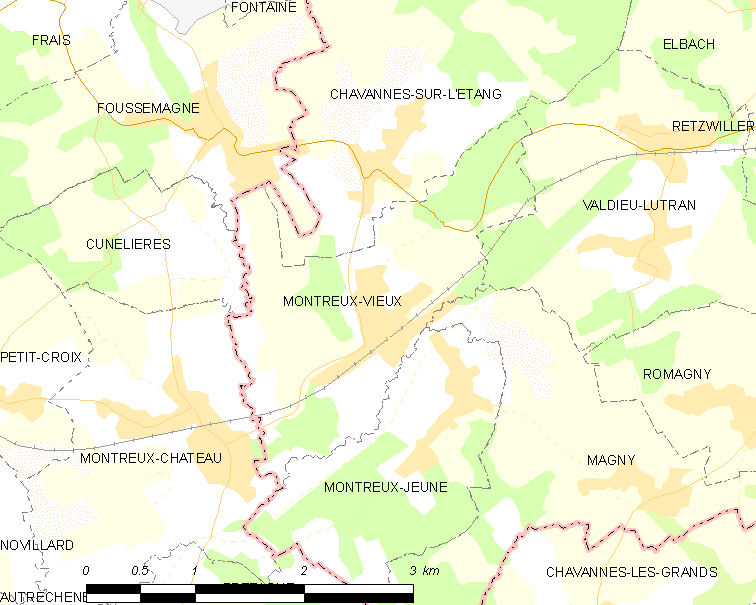
旧蒙特勒的OSM定位图

## 行政
旧蒙特勒的邮政编码为68210，INSEE市镇编码为68215。

## 政治
旧蒙特勒所属的省级选区为马斯沃-尼德布吕克县。

## 交通
旧蒙特勒站是巴黎－米卢斯铁路上的一个铁路车站。

## 人口

1962-2008年间旧蒙特勒人口变化图示

旧蒙特勒于2022年1月1日时的人口数量为924人。